# Anton Friedrich Hohl

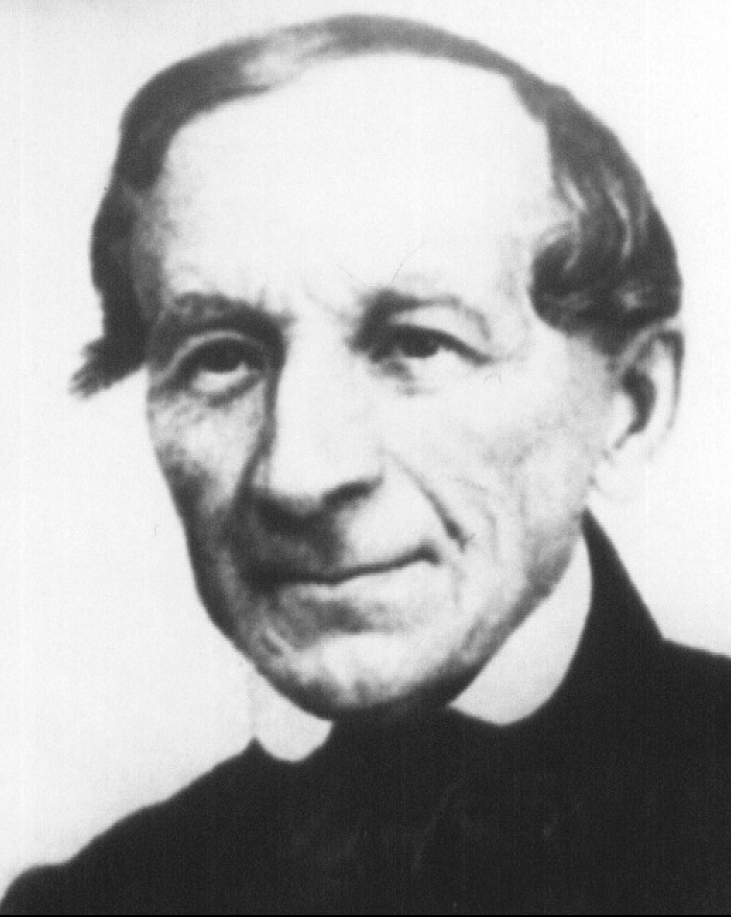
Anton Friedrich Hohl

Anton Friedrich Hohl (* 17. November 1789 in Lobenstein; † 23. Januar 1862) war ein deutscher Professor der Geburtshilfe.

## Leben
Anton Friedrich Hohl wurde als zehntes Kind des Bürgermeisters von Lobenstein, Friedrich David Hohl, geboren. Er  besuchte sechs Jahre lang die Fürstenschule Schulpforta und legte dort die Reifeprüfung ab. Anschließend nahm Hohl auf Wunsch seiner Eltern ein Studium der Rechtswissenschaften an der Universität Leipzig auf. Nach Abschluss des Studiums ließ er sich 1813 in seiner Heimatstadt als Rechtsanwalt nieder. 1815 verstarb sein Vater und dessen Ämter gingen auf den Sohn über, der gleichzeitig zum Offizier des Bürgerschützenbataillons gewählt wurde. In dieser Funktion erhielt Hohl Zutritt zum Hofe derer von Reuß-Lobenstein. 1818 trat Hohl als Leutnant und Stallmeister in den Dienst des Fürsten Heinrich LIV. (1767–1824), mit diesem und dessen Gattin Franziska zu Reuß-Köstritz (1788–1843) verband Hohl ein freundschaftliches Verhältnis. Der Fürst starb am 7. Mai 1824 und seine Witwe überließ auf Geheiß Heinrichs dem Angestellten die notwendigen finanziellen Mittel, um ein lang angestrebtes Medizinstudium absolvieren zu können.
Noch 1824 nahm Hohl in Halle sein Studium an der Vereinigten Friedrichs-Universität auf, Aufnahme fand er bei dem Professor für Geburtshilfe Wilhelm Hermann Niemeyer (1788–1840). Am 8. April 1827 promovierte er sich mit der Dissertation De Microcephalia zum Doktor der Medizin. Unterstützt von Johann Friedrich Meckel (1781–1833), widmet sich Hohl in dieser Schrift unter anderem der Untersuchung eines missgebildeten Mädchens aus der Meckelschen Sammlung. Hohls Beschreibung des Skelettes weist auf ein Klippel-Feil-Syndrom hin, womit Hohl der Erstbeschreiber des Syndroms sein könnte.
1829 absolvierte er das Staatsexamen und im darauffolgenden Jahr  habilitierte er sich mit der Abhandlung De Aneurysmatis, eorum medendi manuumque opera sanandi ratione. Er wandte sich der Geburtshilfe zu und wurde 1832 zum außerordentlichen und 1834 zum ordentlichen Professor in diesem Fach berufen. In den folgenden zwei Jahrzehnten entwickelte Hohl eine rege Publikationstätigkeit und verfasste mehrere Lehrbücher. 1840 übernahm er als Nachfolger Niemeyers, bei dem er mehrere Jahre als Assistent tätig gewesen war, die Leitung der Geburtshilflichen Klinik. Er starb am 23. Januar 1862 an den Folgen einer Lungenentzündung.
Er war Angehöriger der Corps Thuringia Leipzig (1811) und Stifter des Corps Saxonia Leipzig. Sein Sohn war der Arzt Rudolf Hohl.

## Schriften (Auswahl)
- Anton Friedrich Hohl: De Microcephalia. Halle 1830. (Dissertation)
- Anton Friedrich Hohl: De Aneurysmatis, eorum medendi manuumque opera sanandi ratione. Orphanotropheum, Halle 1830. (Habilitationsschrift)
- Anton Friedrich Hohl: Die Geburtshülfliche Exploration. Verlag der Buchhandlung des Waisenhauses, Halle 1833–1834, 2 Bd.
- Anton Friedrich Hohl: Vorträge über die Geburt des Menschen. Waisenhaus, Halle 1845.
- Anton Friedrich Hohl: Die Geburten missgestalteter, kranker und todter Kinder. Waisenhaus, Halle 1850.
- Anton Friedrich Hohl: Zur Pathologie des Beckens. Engelmann, Leipzig 1852.
- Anton Friedrich Hohl: Lehrbuch der Geburtshülfe mit Einschluss der geburtshülflichen Operationen und der gerichtlichen Geburtshülfe. Engelmann, Leipzig 1855.